# Xylotoles
Xylotoles es un género de escarabajos longicornios de la tribu Parmenini.

## Especies
- Xylotoles apicalis Broun, 1923
- Xylotoles costatus Pascoe, 1875
- Xylotoles griseus (Fabricius, 1775)
- Xylotoles inornatus Broun, 1880
- Xylotoles laetus White, 1846
- Xylotoles lynceus (Fabricius, 1775)
- Xylotoles nudus Bates, 1874
- Xylotoles pattesoni Olliff, 1888
- Xylotoles rugicollis Bates, 1874
- Xylotoles sandageri Broun, 1886
- Xylotoles scissicauda Bates, 1874
- Xylotoles segrex Olliff, 1889
- Xylotoles selwyni Olliff, 1888
- Xylotoles traversii Pascoe, 1876
- Xylotoles wollastoni (White, 1856)